# Helius (Eurhamphidia) glabristylatus
Helius (Eurhamphidia) glabristylatus is een tweevleugelige uit de familie steltmuggen (Limoniidae). De soort komt voor in het Oriëntaals gebied.